# Liefste Esther
Liefste Esther is een boek van de hand van Herman Van Campenhout. Het boek werd in 2011 uitgegeven door Davidsfonds. Het verhaal is in de ik-vorm geschreven.

## Inhoud verhaal
Het boek vertelt het verhaal over Lotte van Buren, die drie oude brieven van haar oma Esther vindt. Haar nieuwsgierigheid is gewekt en ze besluit haar oma te vragen van wie de liefdesbrieven zijn, want ze zijn niet van haar opa. Als haar oma dan plots overlijdt, besluit ze naar Duitsland te gaan, waar het verleden van haar oma zich afspeelde. Daar ontdekt ze na een lange zoektocht wat haar oma heeft meegemaakt in Duitsland, voor en tijdens de Tweede Wereldoorlog. Er wordt ook benadrukt hoe gruwelijk de Tweede Wereldoorlog was.